# دنيا تانية (مسلسل)
دنيا تانية هو مسلسل تلفزيوني مصري عُرض في شهر رمضان عام 1443 هـ (2 أبريل 2022)، من بطولة ليلى علوي ومجدي كامل ووفاء صادق وأشرف زكي ومي سليم وفراس سعيد، ومن إخراج أحمد عبد العال.

## قصة المسلسل
في إطار درامي تشويقي، تتعرض مديرة مدرسة تدعى دنيا سالم (ليلى علوي) لصدمة بعد غرق ابنها، وفقدان ابنها الثاني النطق بسبب صدمة وفاة أخيه، فتتهم زوجها حسام وتسعى لخلعه بعد اكتشافها خيانته لها مع أختها.

## طاقم التمثيل
- ليلى علوي: (دنيا سالم)
- مجدي كامل: (بدر النمس)
- وفاء صادق: (نورا)
- أشرف زكي: (صفوت)
- مي سليم: (علا)
- فراس سعيد: (حسام الدين البنداري)
- إيمان السيد: (أصيلة)
- ولاء الشريف: (أمل)
- ليلى عز العرب: (ميرفت)
- شريف عمر: (وليد)
- أحمد جمال سعيد: (مروان)
- أمير شاهين: (رامي)
- سمر جابر: (لميس)
- أحمد عزمي: (قاسم)
- عبد الرحيم حسن: (الطبيب النفسي)
- رشا أمين
- محمد رضوان: (ربيع)
- نورهان: (ضيفة شرف)
- أحمد فهيم: (ضيف شرف)
- محمود غريب
- إسماعيل شرف
- فلك نور
- شيماء الصياد
- حمدي عباس
- ياسر الرفاعي
- ياسين رضوان
- يوسف منسي
- بولا نبيل
- ممدوح سالم
- عبير فاروق
- شيماء فاروق

## فريق العمل
- إخراج: أحمد عبد العال
- تأليف: حمدي التاية، عمرو مؤمن، إبراهيم الصباغ
- إشراف على الكتابة: أمين جمال
- إنتاج: المروة للإنتاج والتوزيع الفني، إيجي ميديا
- مدير التصوير: بسام إبراهيم
- مونتاج: محمد عبد المنعم
- موسيقى تصويرية: خالد جودة

## أغنية المقدمة
- غناء: شيرين وجدي
- كلمات: مصطفى ناصر
- ألحان وتوزيع: عمرو مصطفى